# Alsólunkoj község
Alsólunkoj község (románul: Comuna Luncoiu de Jos) község Hunyad megyében, Romániában. Központja Alsólunkoj, beosztott falvai Dudesd, Felsőlunkoj, Podele, Szarvaság.

## Népessége
A 2011-es népszámlálás adatai alapján a község népessége 1815 fő volt.